# Take It Off
Take It Off is een nummer van Ke$ha. Het werd als vierde single van het album Animal uitgebracht op 13 juli 2010. Ke$ha werd tot het schrijven van het lied geïnspireerd door een bezoek aan een striptent met travestieten. Het gaat over het loslaten van alle remmingen. Bij het maken van dit lied werd er "auto-tune" gebruikt.

## Videoclip
Voor het nummer zijn twee videoclips gemaakt. De eerste videoclip werd geregisseerd door Paul Hunter en ging op 3 augustus 2010 in première. Later maakt Ke$ha een tweede video, die ze op YouTube plaatste met als toelichting dat ze deze uit verveling gemaakt had.

## Hitnoteringen

### Nederlandse Top 40
| Hitnotering: 18-09-2010 t/m 30-10-2010 | Hitnotering: 18-09-2010 t/m 30-10-2010 | Hitnotering: 18-09-2010 t/m 30-10-2010 | Hitnotering: 18-09-2010 t/m 30-10-2010 | Hitnotering: 18-09-2010 t/m 30-10-2010 | Hitnotering: 18-09-2010 t/m 30-10-2010 | Hitnotering: 18-09-2010 t/m 30-10-2010 | Hitnotering: 18-09-2010 t/m 30-10-2010 | Hitnotering: 18-09-2010 t/m 30-10-2010 |
| Week                                   | 1                                      | 2                                      | 3                                      | 4                                      | 5                                      | 6                                      | 7                                      |                                        |
| -------------------------------------- | -------------------------------------- | -------------------------------------- | -------------------------------------- | -------------------------------------- | -------------------------------------- | -------------------------------------- | -------------------------------------- | -------------------------------------- |
| Nummer                                 | 38                                     | 27                                     | 23                                     | 21                                     | 28                                     | 27                                     | 39                                     | uit                                    |

### NederlandseSingle Top 100
| Hitnotering: 04-09-2010 t/m 06-11-2010 | Hitnotering: 04-09-2010 t/m 06-11-2010 | Hitnotering: 04-09-2010 t/m 06-11-2010 | Hitnotering: 04-09-2010 t/m 06-11-2010 | Hitnotering: 04-09-2010 t/m 06-11-2010 | Hitnotering: 04-09-2010 t/m 06-11-2010 | Hitnotering: 04-09-2010 t/m 06-11-2010 | Hitnotering: 04-09-2010 t/m 06-11-2010 | Hitnotering: 04-09-2010 t/m 06-11-2010 | Hitnotering: 04-09-2010 t/m 06-11-2010 | Hitnotering: 04-09-2010 t/m 06-11-2010 | Hitnotering: 04-09-2010 t/m 06-11-2010 |
| Week                                   | 1                                      | 2                                      | 3                                      | 4                                      | 5                                      | 6                                      | 7                                      | 8                                      | 9                                      | 10                                     |                                        |
| -------------------------------------- | -------------------------------------- | -------------------------------------- | -------------------------------------- | -------------------------------------- | -------------------------------------- | -------------------------------------- | -------------------------------------- | -------------------------------------- | -------------------------------------- | -------------------------------------- | -------------------------------------- |
| Nummer                                 | 76                                     | 53                                     | 58                                     | 44                                     | 48                                     | 46                                     | 50                                     | 62                                     | 61                                     | 82                                     | uit                                    |

### VlaamseUltratop 50
| Hitnotering: 11-09-2010 t/m | Hitnotering: 11-09-2010 t/m | Hitnotering: 11-09-2010 t/m | Hitnotering: 11-09-2010 t/m | Hitnotering: 11-09-2010 t/m | Hitnotering: 11-09-2010 t/m | Hitnotering: 11-09-2010 t/m | Hitnotering: 11-09-2010 t/m | Hitnotering: 11-09-2010 t/m | Hitnotering: 11-09-2010 t/m | Hitnotering: 11-09-2010 t/m | Hitnotering: 11-09-2010 t/m |
| Week                        | 1                           | 2                           | 3                           | 4                           | 5                           | 6                           | 7                           | 8                           | 9                           | 10                          | 11                          |
| --------------------------- | --------------------------- | --------------------------- | --------------------------- | --------------------------- | --------------------------- | --------------------------- | --------------------------- | --------------------------- | --------------------------- | --------------------------- | --------------------------- |
| Nummer                      | 37                          | 30                          | 26                          | 22                          | 25                          | 25                          | 28                          | 26                          | 33                          | 27                          | 39                          |